# 추풍령역
추풍령역(Chupungnyeong station, 秋風嶺驛)은 충청북도 영동군 추풍령면 추풍령리에 위치한 경부선의 역이다. 이 역은 경부선 역 중 가장 높은 위치에 있다. 2003년 1월 28일 등록문화재 제47호로 지정된 추풍령역 급수탑이 역 구내에 있다. 
하루 1일 편도 13편(하행 7편, 상행 6편)의 무궁화호가 정차한다.

## 역사
- 1905년 1월 1일 : 영업 개시
- 1941년 10월 25일 : 역사 신축
- 2003년 7월 25일 : 현재 역사 신축
- 2008년 11월 1일 : 화물 취급 중지[1]
- 2014년 5월 1일 : 충북종단열차 운행 개시
- 2022년 1월1일: 여객취급 중지
- 2024년12월6일 여객취급 재개

## 역 구조
2면 4선의 쌍섬식 승강장으로 운용된다.

### 승강장
| ↑ 황간      |
| ２ \| １ \| |
| 김천 ↓      |

| 1 | 경부선 | 무궁화호 | 동대구 · 부산 방면 |
| 2 | 경부선 | 무궁화호 | 서울 · 영주 방면   |

## 역 주변
추풍령채석장으로 가는 화물 전용 선로가 있다.
- 추풍령

## 사진

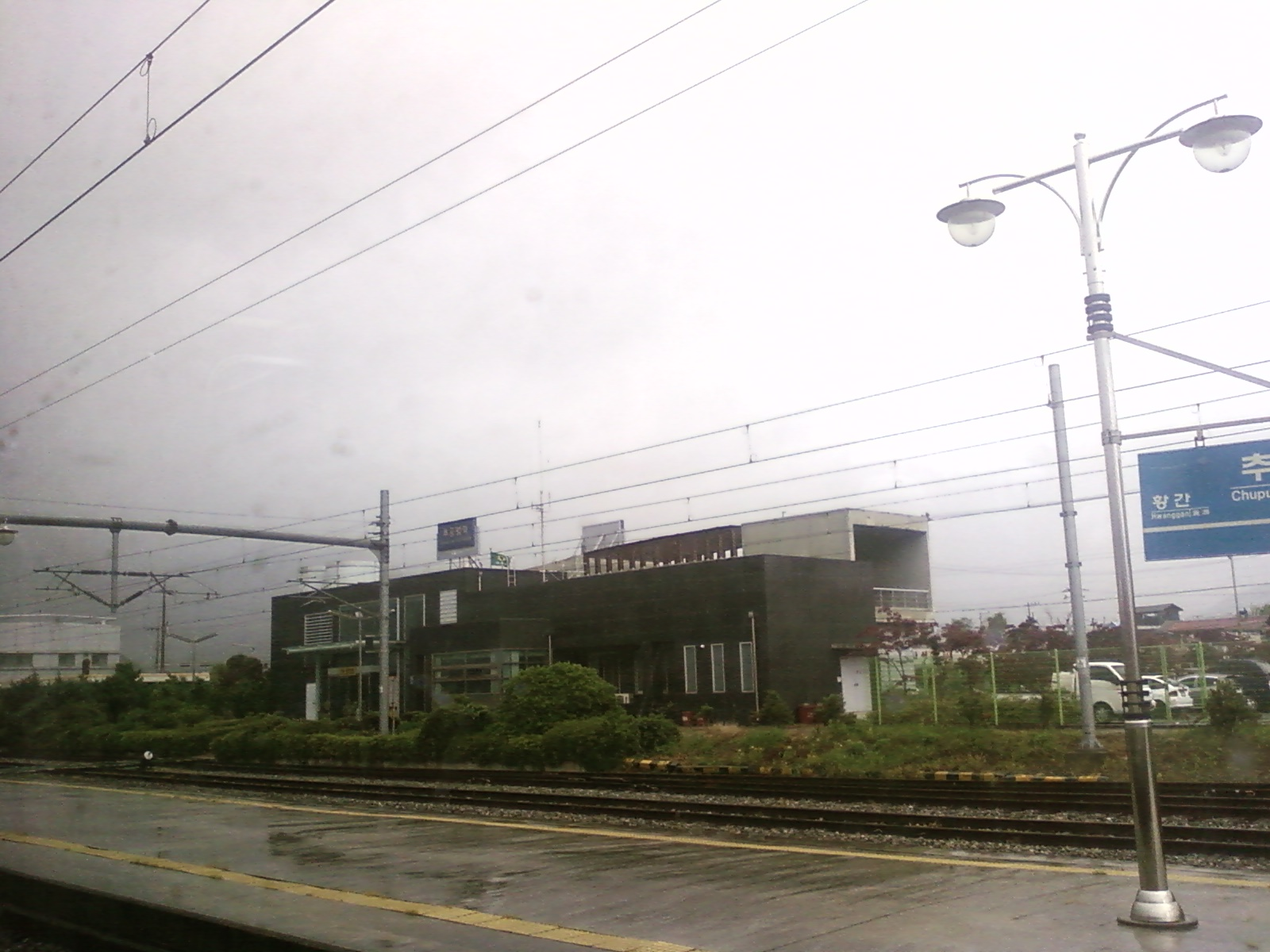
흐린 날의 모습
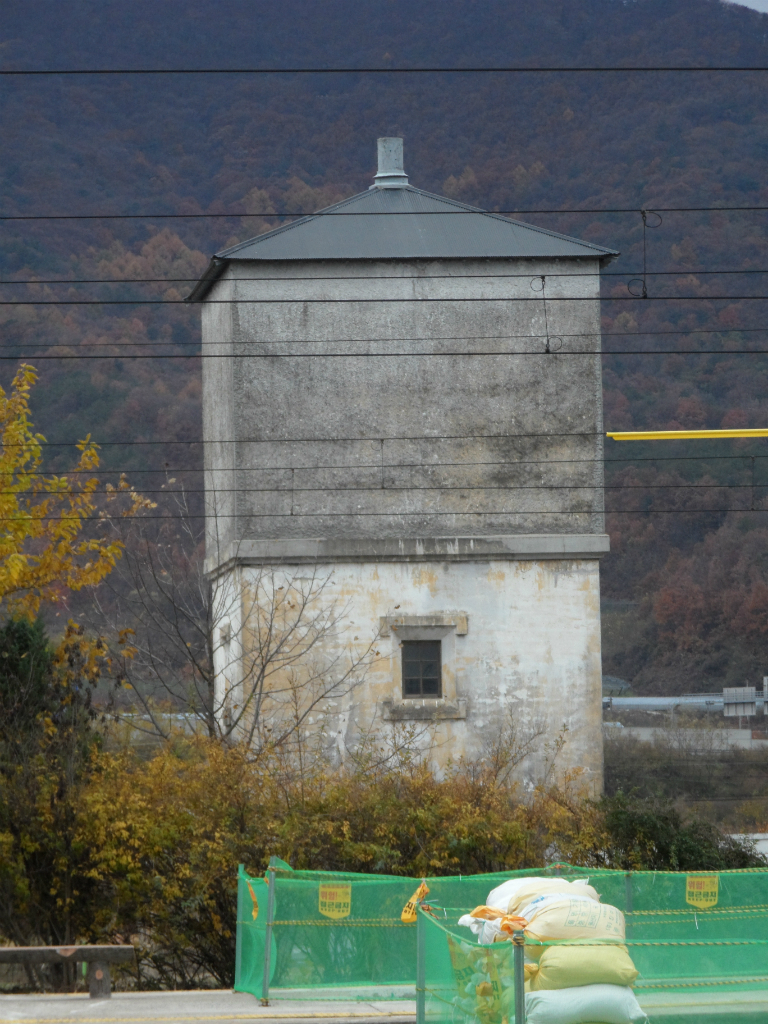
급수탑
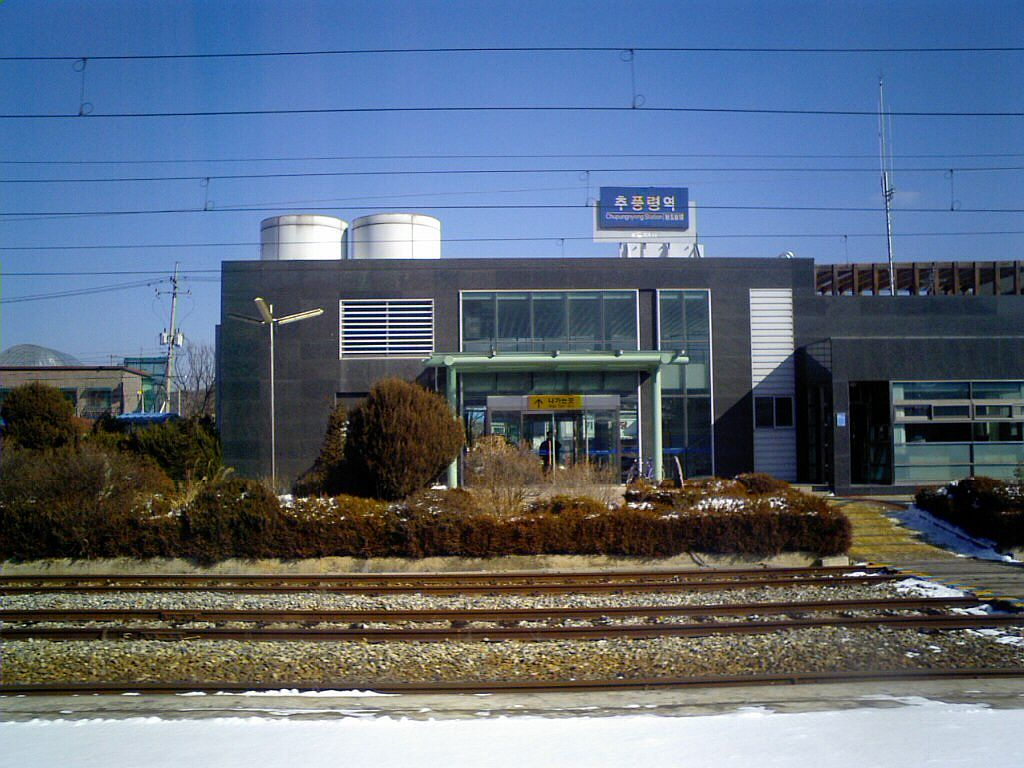
2008년 모습

## 같이 보기
- 추풍령 나들목
- 추풍령
- 영동 추풍령역 급수탑

## 인접한 역
| 경부선                   | 경부선                 | 경부선                     |
| ------------------------ | ---------------------- | -------------------------- |
| 황간 서울 방면 영주 방면 | 무궁화호 경부선 충북선 | 김천 부산 방면 동대구 방면 |